# 维泰博省
维泰博省（義大利語：Provincia di Viterbo）為意大利拉齐奥大区之一省份，首府维泰博，人口299,830（2005年）。

## 历史
该地区有许多包括维泰博、塔尔奎尼亚、图斯卡尼亚及韦特腊拉等的伊特拉斯坎人的城邦。维泰博于公元前310年为罗马所征服，除此之外就几乎没有维泰博的记载。直到公元773年伦巴第国王狄西德里乌斯将该城作为反抗神圣罗马帝国的基地。11世纪托斯卡纳的马蒂尔达女伯爵将维泰博城赠予教宗。1153年神圣罗马帝国的腓特烈一世谋划以此作为基地进攻罗马，并于1160年准备进攻罗马时攻占了该城。
13世纪时，虽然维泰博城内设有一宗座廷，但城市的统治权同时为圣座和神圣罗马帝国所互相争夺，最终教宗国夺取了该地区的统治权。16世纪，圣约翰骑士团在被赶出罗德岛后，在前往马耳他之前，暂时在维泰博获得庇护。教宗保禄三世自称是维泰博的市民，并在该城建立了一所大学。1870年9月12日该地区并入意大利王国。在第二次世界大战期间，维泰博城遭受了猛烈的轰炸。

## 画廊

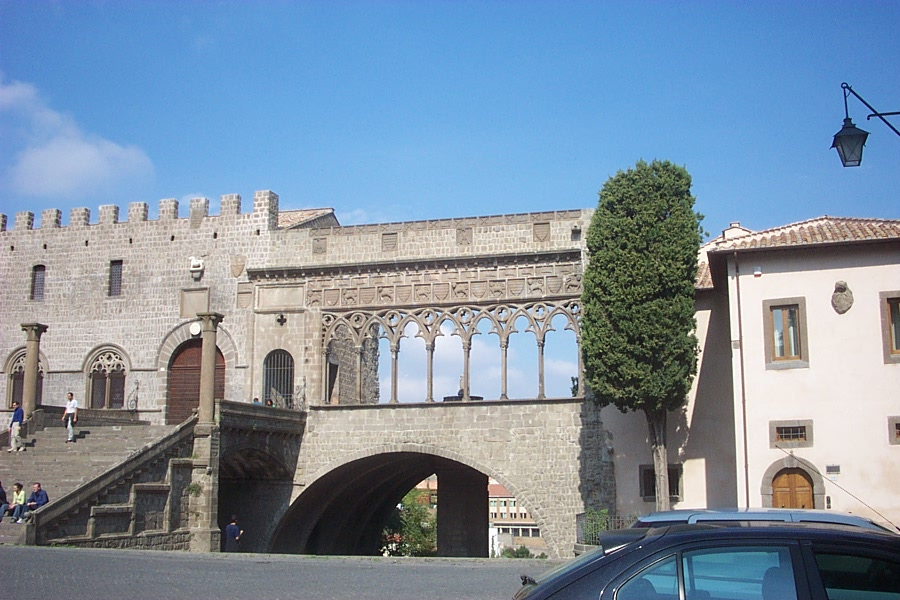
维泰博教宗宫殿
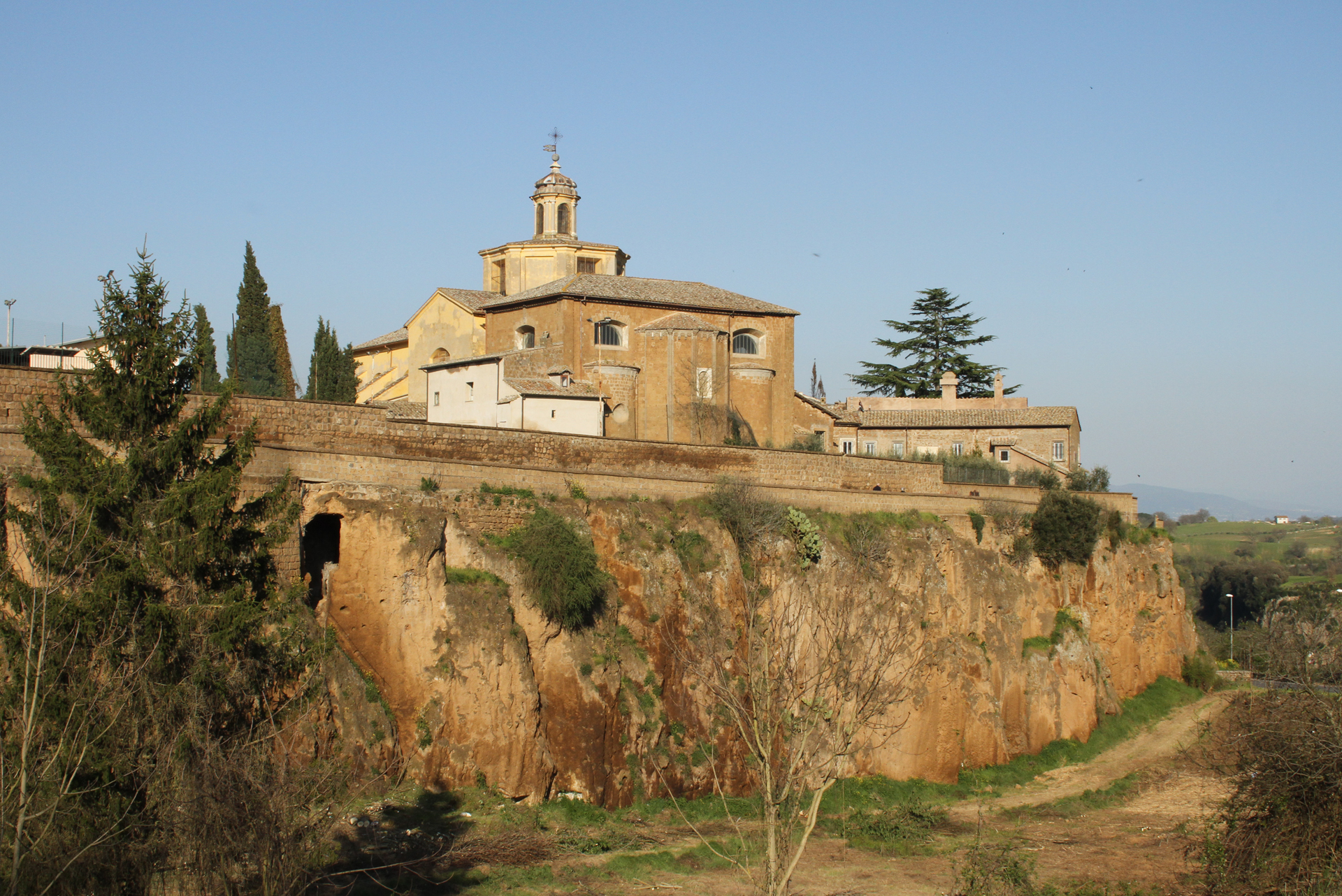
奇维塔卡斯泰拉纳的城墙
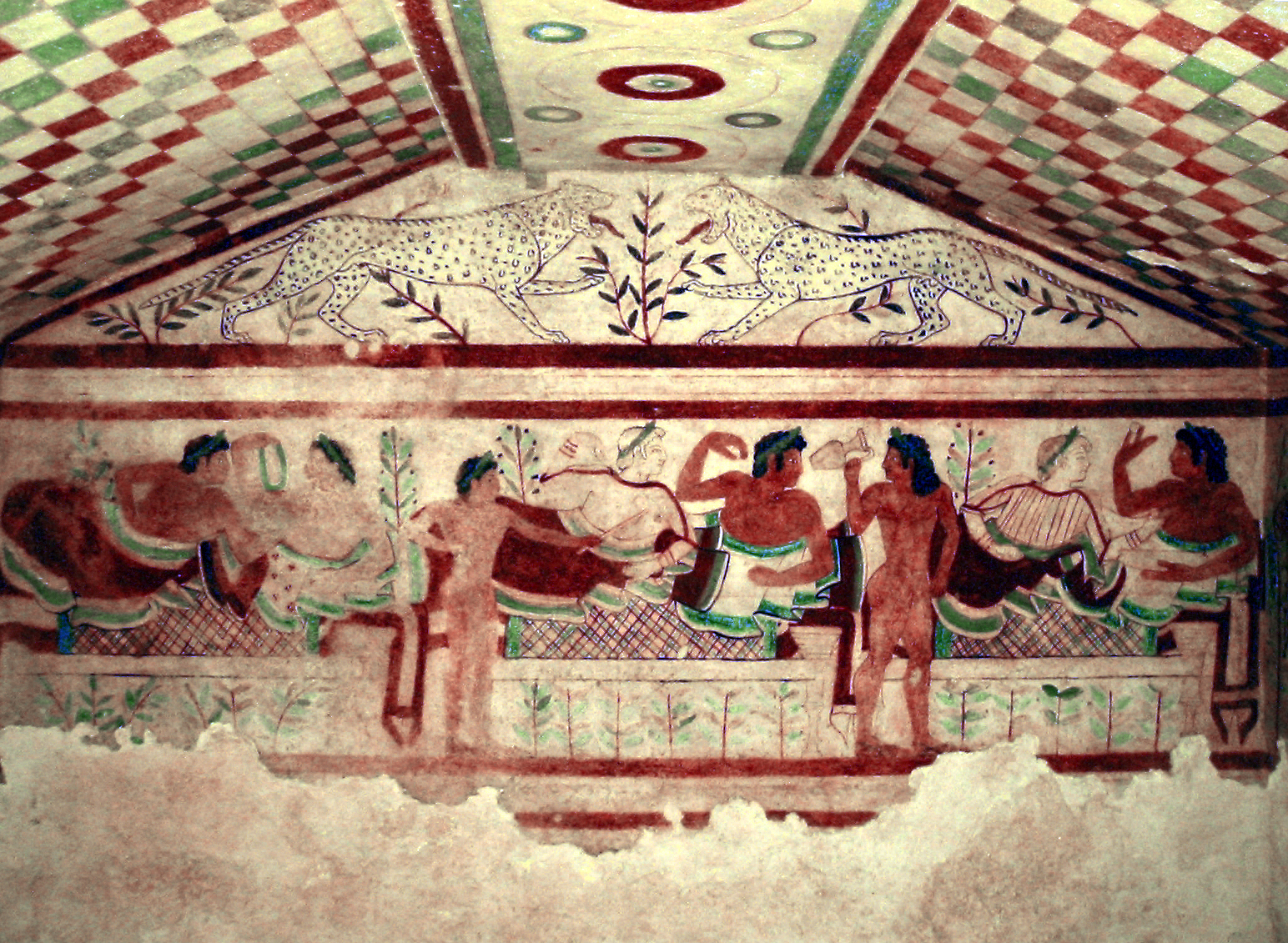
塔尔奎尼亚的豹墓（Tomba dei Leopardi）壁画
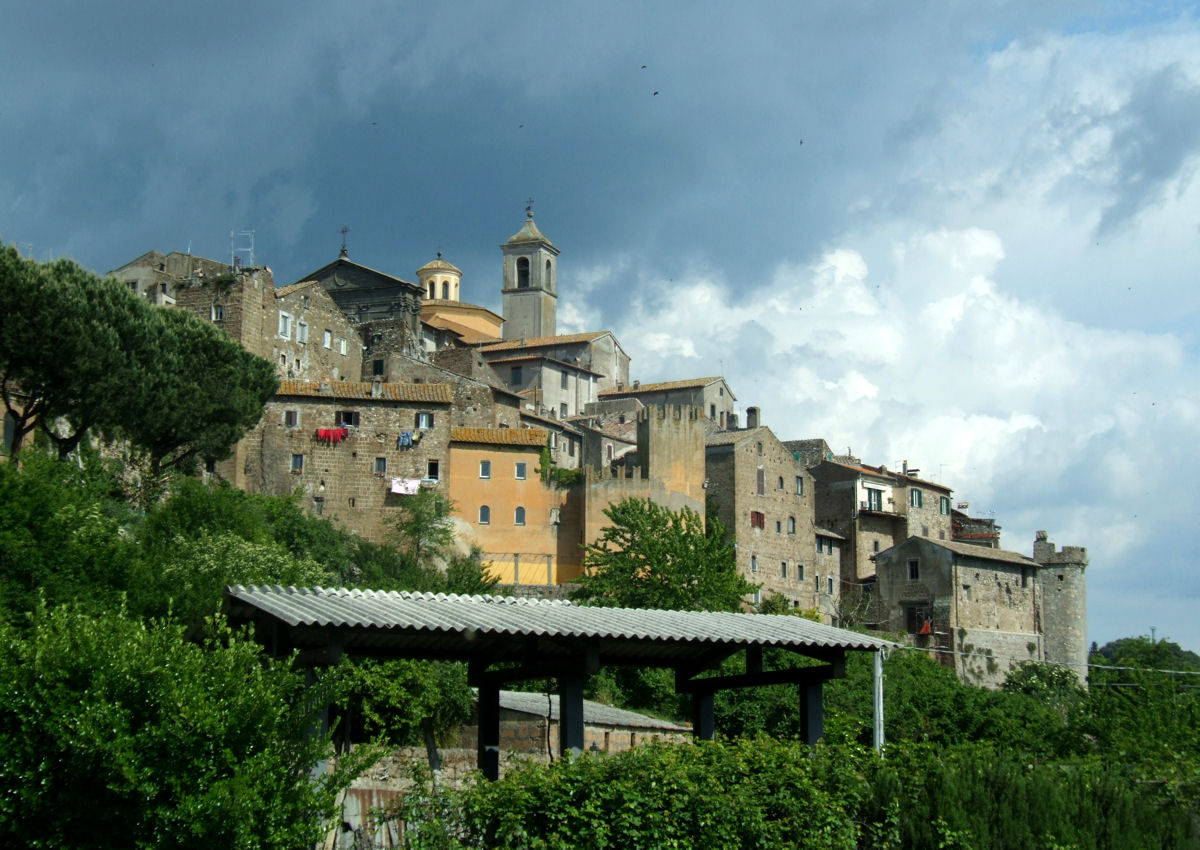
韦特腊拉
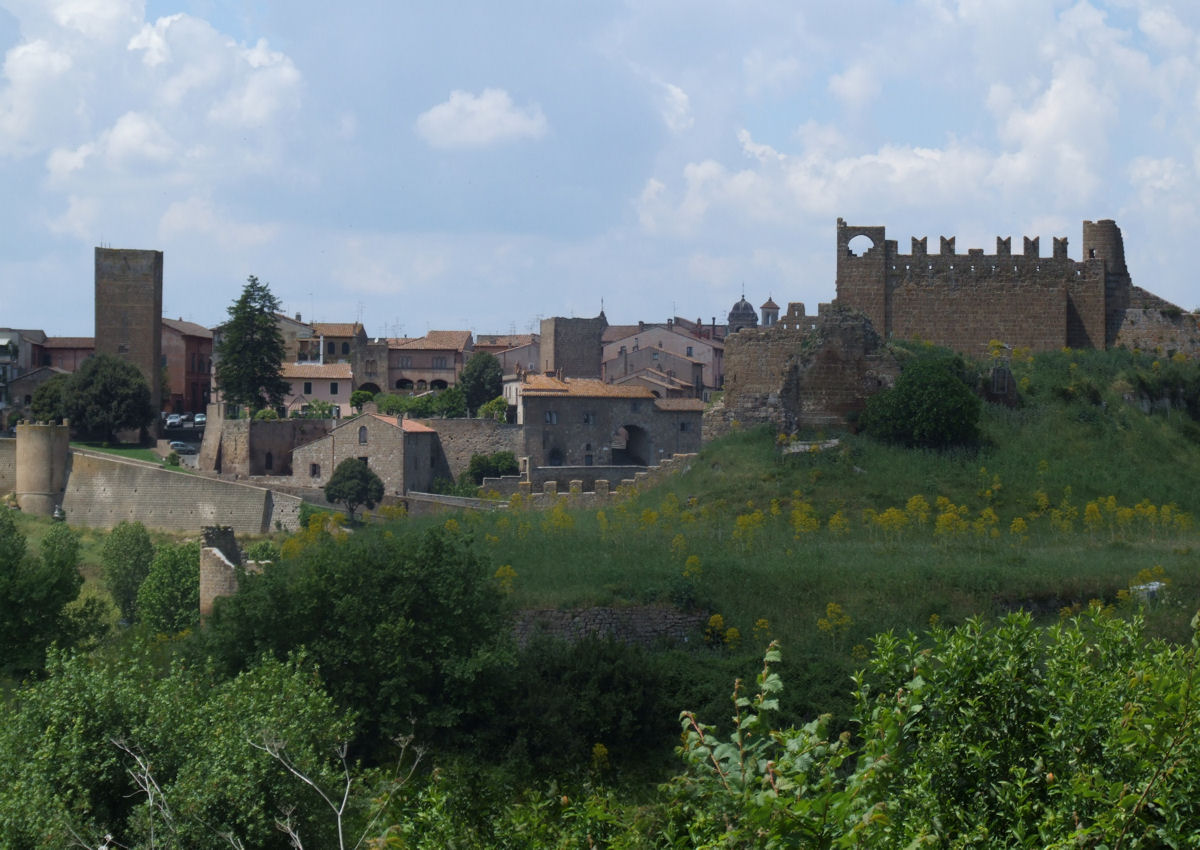
图斯卡尼亚